# Milejszeg
Milejszeg község aprófalu Zala vármegyében, a Zalaegerszegi járásban, a Zalai-dombság területén, a Göcsejben. A 908 hektáros területen fekvő faluban háromszázkilencen laknak és 40,64 fő/km² a népsűrűség.

## Fekvése
Észak-Göcsej dombvidékén épült település a Cserta folyó partján és a mellette fekvő két dombháton helyezkedik el. A falu külterületének nyugati részén ered a Jám-patak, Babosdöbréte és Milejszeg közt pedig a Pálosfai-patak folyik.
A település belterületi része jellegzetes U alakot formáz, teljes lakott területén a 74 114-es út húzódik végig, amelynek kezdő- és végpontja is a 7405-ös út egy-egy kiágazásánál van. A község Zalaegerszegtől 14 kilométerre található, Teskánd–Dobronhegy irányában. Lenti felől 23 kilométer megtételével ugyancsak a 7405-ös úton (Pórszombat–Becsvölgye) és az abból kiágazó 74 114-es úton közelíthető meg. A település közelében található meg Göcsej legmagasabb pontja, a Kandikó, 302 méteres magasságával.

## Története
Első írásos említése (Miley néven) 1178-ból való, amikor is III. Béla király a területet három zalai szerviensnek adományozta. A település 1233-tól számít lakott helynek, „ősi egyházas hely”. A település két faluból – Milejből és Rózsásszegből – egyesült 1950-ben. Mindkét településrész neve családnévre vezethető vissza. Milej személynévre már 1358-ból találhatunk írásos dokumentumokat. Rózsásszeg pedig a „Rózsás” – melyet már egy 1453-as okmány is említ – családnév és a szeg – „a nagycsalád, had házcsoportja” – főnévnek az összetétele. A település lakosainak száma 390 fő. A lakosság vallási megoszlása római katolikus és református. A felekezetek híveinek száma közel azonos. A település infrastruktúrával – a szennyvízelvezetés kivételével – ellátott.
A település nem rendelkezik iskolával és óvodával. A 14 év alattiak részben a szomszédos Csonkahegyhátra járnak tanulni, a középiskolások pedig a megyeszékhelyre, Zalaegerszegre utaznak naponta a tudomány elsajátításáért.
A községben 2007-ben 314 fő élt és összesen 153 lakás volt.
A településen a hagyományos göcseji kézművességből még napjainkban is foglalkoznak kosárfonással és szalmából készült tárolóedények – szakajtók – készítésével. Hagyomány a húshagyókedd ünneplése, ahol maskarával űzik el a farsangot.
A település mellett dombhátakon terül el két szőlőhegy: a Perjászlói hegy és a Balásfai hegy. Utóbbin egy műemlék hegyi kápolna is található. A Kandikó csúcsáról – tiszta időben – szép kilátás nyílik az ausztriai Alpokra. Értéke e vidéknek az erdők övezte, szép természeti környezet, amelyet az országos kék és piros túra is keresztez.

## Közélete

### Polgármesterei
- 1990–1994: Egyedné Salamon Mária (független)[5]
- 1994–1998: Egyedné Salamon Mária (független)[6]
- 1998–2002: Szekér Jenő (független)[7]
- 2002–2006: Szekér Jenő (független)[8]
- 2006–2010: Szekér Jenő (független)[9]
- 2010–2014: Egyedné Salamon Mária (független)[10]
- 2014–2019: Fonyadt Róbert József (független)[11]
- 2019–2024: Fonyadt Róbert József (független)[12]
- 2024– : Tráj Anita (független)[1]

### Önkormányzati választások

#### 2014
A településen 2014-ben 267 választópolgár volt jogosult a szavazásra, akik közül 170 fő jelent meg a szavazáson. A polgármester választáson leadott szavazatok közül csak egy darab volt érvénytelen, míg 169 érvényes szavazat gyűlt össze. A 2014-es magyarországi önkormányzati választáson Fonyadt Róbert József független jelölt 90 szavazatot (54,55%) kapott, míg ellenfelei közül Salamon József független jelölt 69 darab (41,82%), Kerkai Imre független jelölt pedig 6 (3,64%) szavazatot szereztek. A képviselő-testületre leadott szavazatok közül 3 érvénytelen volt, így végül 167 érvényes szavazólap döntött a testület összetételéről. Összesen 9 független jelölt indult a 4 mandátumért, melyeket végül Szak Enikő (114 szavazat), Egyed Gyula (83 szavazat), Benkő Szabolcs (74 szavazat) és Kovács Márk (73 szavazat) szereztek meg. A testületbe be nem jutott jelöltek pedig Pálfi Tamás László (63 szavazat), Szekér Gergő (61 szavazat), Mázsa László (43 szavazat), Horváth László (32 szavazat), valamint Kerkai Imre (30 szavazat) voltak.

## Népesség
A település népességének változása:
| Lakosok száma | 308  | 314  | 309  | 321  | 317  | 305  | 299  |
|               | 2013 | 2014 | 2015 | 2021 | 2022 | 2023 | 2024 |

A 2011-es népszámlálás idején a nemzetiségi megoszlás a következő volt: magyar 95,9%, cigány 2,4%. A lakosok 65,7%-a római katolikusnak, 12,7% reformátusnak, 6,8% felekezeten kívülinek vallotta magát (13,4% nem nyilatkozott).
2022-ben a lakosság 92,4%-a vallotta magát magyarnak, 0,3% bolgárnak, 1,6% egyéb, nem hazai nemzetiségűnek (6,9% nem nyilatkozott; a kettős identitások miatt a végösszeg nagyobb lehet 100%-nál). Vallásuk szerint 50,2% volt római katolikus, 9,5% református, 1,9% egyéb keresztény, 0,9% egyéb katolikus, 4,7% felekezeten kívüli (32,8% nem válaszolt).

## Nevezetességei
A településen egy 1792-ben, Szily János szombathelyi püspök által építtetett római katolikus műemlék templom található. Az Assisi Szent Ferencnek szentelt templom freskóit egyesek id. Dorffmaister, mások Cymbal alkotásának tudják. A templom falán a világháborús áldozatok neve látható. A település másik nevezetessége a református imaház. Megtekintésre érdemesek a településen megtalálható régi pitvaros göcseji házak is.

## A település címere
Milejszeg címere háromszög alapú, álló pajzs, amelynek alsó negyedét a göcseji tájra utaló zöld halom foglalja el, felső részén kék mezőben találhatóak a címer elemei. A halom tetején oldalnézetben ábrázolt  a heraldika szabályai szerint jobbra forduló arany színű oroszlán található. Az oroszlán bal mancsában három szál vörös rózsát tart, melyek mindegyikén két levél található. Jobb mancsában kivont ezüstkardot tart a nyelvét kiöltő címerállat. A címerpajzs alatt lebegő ezüstszalagon a Milejszeg felirat olvasható. A település Rózsaszeg elnevezésű része miatt szerepel rózsa a falu címerében.